# Those Who Kill
Ne doit pas être confondu avec la série danoise Traque en série
Those Who Kill est une série télévisée américaine en dix épisodes de 42 minutes créée par Glen Morgan dont seulement deux épisodes ont été diffusés les 3 et 10 mars 2014 sur la chaîne A&E, puis les épisodes restants du 30 mars au 18 mai 2014 sur Lifetime Movie Network. Elle est basée sur la série danoise Traque en série (Den som dræber).
En France, la série est diffusée depuis le 28 juillet 2014 sur Canal+.
En Belgique, la série est diffusée depuis le mardi 3 mai 2016 sur RTL Tvi.

## Synopsis
Lorsque des meurtres sont commis sans motifs apparents ou traditionnels et que les méthodes et le comportement des tueurs ne coïncident pas avec ce à quoi les enquêteurs sont habituellement confrontés, deux experts des serial killers, un détective et un profiler, font équipe pour les élucider...

## Distribution

### Acteurs principaux
- Chloë Sevigny (VF : Sybille Tureau) : l'inspecteur Catherine Jensen
- James D'Arcy (VF : Patrick Mancini) : Dr Thomas Schaeffer
- James Morrison (VF : Patrick Borg) : le commandant Frank Bisgaard
- Bruce Davison (VF : Michel Laroussi) : le juge Howard Burgess
- Omid Abtahi (VF : Taric Mehani) : l'inspecteur Jerry Molbeck
- Kerry O'Malley (VF : Lydia Cherton) : Mia Vogel

### Acteurs récurrents et invités
- Anne Dudek (VF : Laura Blanc) : Benedicte Schaeffer
- Kathy Baker (VF : Mireille Delcroix) : Marie Burgess
- Michael Rispoli (VF : Jean-François Aupied) : Inspecteur Don Wilkie
- Vinessa Shaw (VF : Barbara Delsol) : Angela Early
- Kyle Bornheimer (VF : Didier Cherbuy) : Paul Cavallo
- Desmond Harrington (VF : Stéphane Fourreau) : l'inspecteur Nico Bronte
- Michael Weston (VF : Christophe Lemoine) : Space Cowboy
- Will Blagrove (VF : Fabien Gravillon) : Donnie Knapp
- Patrick Breen (VF : Charles Borg) : Burkhart
- Roe Hartrampf (VF : Benjamin Gasquet) : Todd Heinicke
- Christian Keiber (VF : Charles Borg) : Toby Gunder
- J.D. Phillips (VF : Geoffrey Loval) : Mike
- Joshua Elijah Reese (en) (VF : Geoffrey Loval) : Interne
- Pruitt Taylor Vince (VF : Yann Guillemot) : Ricky Isles
- Frederick Weller (en) (VF : Serge Faliu) : Nathan Schaeffer
- Christopher Michael Holley (en) (VF : Namakan Koné) : le lieutenant Mike Dunn

- Version française
  - Société de doublage : Dub'Club[3],[4]
  - Direction artistique : Mélody Dubos[3],[4]
  - Adaptation des dialogues : Xavier Varaillon et Jérôme Dalotel[3]

Source VF : Doublage Séries Database et RS Doublage

## Production
En janvier 2012, la chaîne A&E a annoncé qu'elle avait acheté les droits pour développer une version américaine de la série danoise, Traque en série. Le tournage de l'épisode pilote a commencé en décembre 2012 à Pittsburgh.
En avril 2013, A&E a annoncé qu'elle avait le feu vert pour sortir 10 épisodes, ces derniers ont constitué la première et l'unique saison, car Glen Morgan a décidé d'arrêter le projet.

## Épisodes
1. Une vie meilleure (Pilot)
2. Le Chemin du retour (The Way Home)
3. En eaux troubles (Rocking the Boat)
4. Dimanche (Sunday)
5. Souvenirs (Souvenirs)
6. D'un père à l'autre (Always After)
7. En lieu sûr (A Safe Place)
8. Insomnie (Insomnia)
9. La Bride sur le cou (Untethered)
10. Reddition (Surrender)